# 릴리 레만

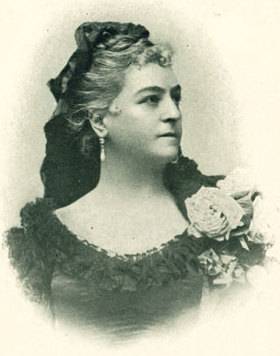
릴리 레만

릴리 레만(Lilli Lehmann, 1848년 11월 24일 ~ 1929년 5월 17일)은 독일의 소프라노 가수이다.
그녀의 아버지는 가수였던 아우구스트 레만이고, 어머니는 뛰어난 소프라노 가수이며 하프 주자였다. 독일의 뷔르츠부르크에서 태어난 그녀는 어머니로부터 가창을 배워, 1865년 프라하에서 《마술피리》의 제1동자(童子)로 데뷔하였다. 1870년에는 콜로라투라 소프라노로 베를린에 초빙되었고, 1876년에는 바이로이트 축제에 출연하였으나, 1884년에는 드라마틱 소프라노로 전향, 코벤트 가든 왕립 가극장에서 이졸데를 불렀다. 미국에서 데뷔한 것은 이졸데와 《신들의 황혼》의 브룬힐데였다. 그 후 미국 체재가 너무 길어지자 노한 독일 황제는 1891년 이후 독일로 돌아오는 것을 금하기까지 하였다. 그 뒤 입국 금지가 풀려 1896년에 다시 바이로이트에 출연, 두 대륙에 걸쳐 활약하였다. 170곡의 레퍼토리를 가졌고, 최고의 가창표현을 보인 그녀는 역사적인 가수로 기억된다.